# 小行星5256
小行星5256（5256 Farquhar）是一颗绕太阳运转的小行星，为主小行星带小行星。该小行星于1988年7月11日发现。

## 轨道参数
小行星5256的轨道半长轴为2.5513964 UA，离心率为0.202。